# Sijarinska Banja
Sijarinska Banja es un pueblo ubicado en la municipalidad de Medveđa, en el distrito de Jablanica, Serbia.

## Superficie
Posee una superficie de 2,244 kilómetros cuadrados.

## Demografía
Hasta 2011 la población era de 376 habitantes, con una densidad de población de 167,5 habitantes por kilómetro cuadrado.